# Nederlandse Rode Lijst (vogels)
Op de Nederlandse rode lijst staan alleen soorten die zich in Nederland voortplanten, dus geen overwinterende vogels.
De rode lijsten worden eens in de 10 jaar bijgewerkt. Sovon Vogelonderzoek Nederland beoordeelde in opdracht van het Landbouw, Natuur en Voedselkwaliteit welke vogelsoorten gevaar lopen om op Nederlands grondgebied uit te sterven of op een andere manier in de gevarenzone verkeren. Zo’n 44% van de broedvogels staat op de lijst.
Op de rode lijsten staan, naast de bedreigde soorten, beschermingsmaatregelen om deze soorten weer in aantal te laten toenemen. Doordat overheden en terreinbeherende organisaties bij hun beleid en beheer rekening houden met de rode lijsten wordt gehoopt dat van de nu bedreigde organismen er over tien jaar een aantal niet meer bedreigd zullen zijn en dus van de rode lijst afgevoerd kunnen worden.
Op de lijst van 2016 staan in totaal 87 vogelsoorten die in Nederland broeden of hebben gebroed. In de afgelopen 12 jaar verdwenen de klapekster, duinpieper en ortolaan als broedvogel. De wulp en de torenvalk namen verder af en verschenen voor het eerst op de lijst.
Veranderingen op de rode lijst zeggen iets over de effectiviteit van het nationale natuurbeleid. Vogels die voorkomen in extensief gebruikt cultuurlandschap, zoals de kwartelkoning, ringmus en kneu, hebben bijna geen plek meer in Nederland. Door problemen in heidegebieden verdween de duinpieper en verkeert het ooit zo algemene korhoen in de hoogste alarmfase.
Nieuwe broedvogels als de kraanvogel en zeearend zijn nog zeldzaam en daardoor gevoelig genoeg om ook op de lijst te komen. Deze soorten laten zien dat in grote natuurgebieden ruimte is voor vogels die daar in de afgelopen eeuwen niet voorkwamen.

## Categorieën
Er worden acht categorieën onderscheiden:
- uitgestorven op wereldschaal
- in het wild uitgestorven op wereldschaal
- verdwenen uit Nederland
- in het wild verdwenen uit Nederland
- ernstig bedreigd
- bedreigd
- kwetsbaar
- gevoelig

## De soorten op de Rode Lijst van 2016
| Nederlandse naam             | Wetenschappelijke naam                 | Status           |
| ---------------------------- | -------------------------------------- | ---------------- |
| Blauwe kiekendief            | Circus cyaneus cyaneus                 | gevoelig         |
| Boerenzwaluw                 | Hirundo rustica rustica                | gevoelig         |
| Bontbekplevier               | Charadrius hiaticula hiaticula         | kwetsbaar        |
| Boomvalk                     | Falco subbuteo subbuteo                | kwetsbaar        |
| Brilduiker                   | Bucephala clangula clangula            | gevoelig         |
| Buidelmees                   | Remiz pendulinus pendulinus            | gevoelig         |
| Draaihals                    | Jynx torquilla torquilla               | ernstig bedreigd |
| Drieteenmeeuw                | Rissa tridactyla tridactyla            | gevoelig         |
| Duinpieper                   | Anthus campestris campestris           | verdwenen        |
| Dwergmeeuw                   | Hydrocoloeus minutus                   | ernstig bedreigd |
| Dwergstern                   | Sternula albifrons albifrons           | kwetsbaar        |
| Engelse gele kwikstaart      | Motacilla flava flavissima             | gevoelig         |
| Europese kanarie             | Serinus serinus                        | bedreigd         |
| Gele kwikstaart              | Motacilla flava flava                  | gevoelig         |
| Goudplevier                  | Pluvialis apricaria                    | verdwenen        |
| Graspieper                   | Anthus pratensis pratensis             | gevoelig         |
| Graszanger                   | Cisticola juncidis cisticola           | gevoelig         |
| Grauwe gors                  | Miliaria calandra calandra             | ernstig bedreigd |
| Grauwe kiekendief            | Circus pygargus                        | ernstig bedreigd |
| Grauwe klauwier              | Lanius collurio collurio               | bedreigd         |
| Grauwe vliegenvanger         | Muscicapa striata striata              | gevoelig         |
| Griel                        | Burhinus oedicnemus oedicnemus         | verdwenen        |
| Grote karekiet               | Acrocephalus arundinaceus arundinaceus | bedreigd         |
| Grote lijster                | Turdus viscivorus viscivorus           | kwetsbaar        |
| Grote mantelmeeuw            | Larus marinus                          | gevoelig         |
| Grote stern                  | Thalasseus sandvicensis sandvicensis   | kwetsbaar        |
| Grutto                       | Limosa limosa limosa                   | gevoelig         |
| Hop                          | Upupa epops epops                      | verdwenen        |
| Huismus                      | Passer domesticus domesticus           | gevoelig         |
| Huiszwaluw                   | Delichon urbica urbica                 | gevoelig         |
| Keep                         | Fringilla montifringilla               | gevoelig         |
| Kemphaan                     | Philomachus pugnax                     | ernstig bedreigd |
| Kerkuil                      | Tyto alba guttata                      | kwetsbaar        |
| Klapekster                   | Lanius excubitor excubitor             | verdwenen        |
| Kleine zilverreiger          | Egretta garzetta garzetta              | gevoelig         |
| Kleinst waterhoen            | Porzana pusilla intermedia             | gevoelig         |
| Kneu                         | Carduelis cannabina cannabina          | gevoelig         |
| Koekoek                      | Cuculus canorus canorus                | kwetsbaar        |
| Korhoen                      | Tetrao tetrix tetrix                   | ernstig bedreigd |
| Kramsvogel                   | Turdus pilaris                         | gevoelig         |
| Kuifleeuwerik                | Galerida cristata cristata             | ernstig bedreigd |
| Kwak                         | Nycticorax nycticorax nycticorax       | ernstig bedreigd |
| Kwartelkoning                | Crex crex                              | bedreigd         |
| Lachstern                    | Gelochelidon nilotica nilotica         | verdwenen        |
| Matkop                       | Parus montanus rhenanus                | gevoelig         |
| Middelste zaagbek            | Mergus serrator                        | gevoelig         |
| Nachtegaal                   | Luscinia megarhynchos megarhynchos     | kwetsbaar        |
| Noordse stern                | Sterna paradisaea                      | bedreigd         |
| Oehoe                        | Bubo bubo bubo                         | gevoelig         |
| Oeverloper                   | Actitis hypoleucos                     | gevoelig         |
| Ortolaan                     | Emberiza hortulana                     | verdwenen        |
| Paapje                       | Saxicola rubetra                       | bedreigd         |
| Patrijs                      | Perdix perdix perdix                   | kwetsbaar        |
| Pijlstaart                   | Anas acuta acuta                       | bedreigd         |
| Porseleinhoen                | Porzana porzana                        | kwetsbaar        |
| Raaf                         | Corvus corax corax                     | gevoelig         |
| Ransuil                      | Asio otus otus                         | kwetsbaar        |
| Ringmus                      | Passer montanus montanus               | gevoelig         |
| Roerdomp                     | Botaurus stellaris stellaris           | kwetsbaar        |
| Roodhalsfuut                 | Podiceps grisegena grisegena           | gevoelig         |
| Roodkopklauwier              | Lanius senator senator                 | verdwenen        |
| Roodmus                      | Carpodacus erythrinus erythrinus       | gevoelig         |
| Slobeend                     | Spatula clypeata                       | kwetsbaar        |
| Smient                       | Mareca penelope                        | gevoelig         |
| Snor                         | Locustella luscinioides luscinioides   | kwetsbaar        |
| Spotvogel                    | Hippolais icterina                     | gevoelig         |
| Steenuil                     | Athene noctua vidalii                  | kwetsbaar        |
| Steltkluut                   | Himantopus himantopus                  | gevoelig         |
| Strandplevier                | Charadrius alexandrinus alexandrinus   | bedreigd         |
| Tapuit                       | Oenanthe oenanthe oenanthe             | bedreigd         |
| Torenvalk                    | Falco tinnunculus tinnunculus          | kwetsbaar        |
| Tureluur                     | Tringa totanus totanus                 | gevoelig         |
| Veldleeuwerik                | Alauda arvensis arvensis               | gevoelig         |
| Velduil                      | Asio flammeus flammeus                 | ernstig bedreigd |
| Visdief                      | Sterna hirundo hirundo                 | gevoelig         |
| Watersnip                    | Gallinago gallinago gallinago          | bedreigd         |
| Wielewaal                    | Oriolus oriolus oriolus                | kwetsbaar        |
| Wilde zwaan                  | Cygnus cygnus                          | gevoelig         |
| Wintertaling                 | Anas crecca crecca                     | kwetsbaar        |
| Woudaap                      | Ixobrychus minutus minutus             | ernstig bedreigd |
| Wulp                         | Numenius arquata arquata               | kwetsbaar        |
| Zeearend                     | Haliaeetus albicilla                   | gevoelig         |
| Zomertaling                  | Spatula querquedula                    | bedreigd         |
| Zomertortel                  | Streptopelia turtur turtur             | kwetsbaar        |
| Zuidelijke bonte strandloper | Calidris alpina schinzii               | verdwenen        |
| Zwarte mees                  | Parus ater ater                        | gevoelig         |
| Zwarte stern                 | Chlidonias niger niger                 | bedreigd         |